# دم‌جنبانک ابلق
دم‌جنبانک ابلق یا دم‌جنبانک سفید (نام علمی: Motacilla alba) گنجشک‌سانی کوچک از خانوادهٔ دم‌جنبانکهاست که در بیشتر نواحی آسیا، اروپا و بخش‌هایی از شمال آفریقا زاد و ولد می‌کند. این پرنده غیر مهاجر و ساکن نواحی با آب و هوای معتدل است ولی در غیر این صورت به آفریقا مهاجرت می‌کند. همچنین این پرنده به‌طور پراکنده در آلاسکا نیز مشاهده شده است.
دم‌جنبانک سفید (ناشور) پرنده‌ای حشره‌خوار است که نواحی باز را برای شکار کردن می‌پسندد زیرا در این نواحی می‌تواند شکار خود را دیده و آن را تعقیب نماید. در مناطق شهری نیز این پرنده در مکان‌های همواری همچون پارکینگ به‌جستجوی غذا می‌پردازد.
دم‌جنبانک سفید (ناشور) در شکاف دیوارهای سنگی یا سازه‌های مشابه طبیعی یا مصنوعی اقدام به لانه‌سازی می‌کند.
این پرنده همچنین پرندهٔ ملی کشور لتونی می‌باشد.

## مشخصات
دم‌جنبانک سفید پرنده‌ای بلند و باریک با طولی بین ۱۶٫۵ تا ۱۹ سانتی‌متر است (زیرگونههای شرق آسیا طولشان بلندتر بوده و تا ۲۱ سانتی‌متر نیز می‌رسد. در عین‌حال دمی بلندتر داشته که همچون گونه‌شان همواره در حال تکان‌خوردن است)
زیرگونهٔ Motacilla alba alba دارای پرهایی خاکستری‌رنگ در بخش بالایی بدنش و پرهایی سفیدرنگ در بخش پایینی آن بوده و صورتش نیز سفید رنگ است که در ناحیهٔ بخش بالایی سر و گلوی پرنده سیاه‌رنگ می‌شود. اما زیرگونهٔ دیگری همچون دم‌جنبانک ابلق (M. a. yarrellii) که نام علمیش برگرفته از نام طبیعیدانی به‌نام ویلیام یارل است به‌جای پرهای خاکستری، پرهایی سیاه (و یا خاکستری پررنگ در ماده‌ها) دارد. دیگر زیرگونه‌های دم‌جنبانک سفید - که در درستی برخی از آنها شک وجود دارد - دارای رنگ‌بندی‌های متفاوتی در بال‌ها، پشت یا سر بوده و ممکن است خصوصیات متفاوتی نیز داشته باشند.
برخی از نژادهای این پرنده در فصل جفت‌گیری دودیسی جنسی را از خود به‌نمایش می‌گذارند. همچنین در زمستان پرهای تمامی زیرگونه‌های گلوسیاه در قسمت گونه‌ها و گلوی پرنده به رنگ سفید درآمده و برخی پرندگان پشت‌سیاه نیز در زمستان پشت‌خاکستری می‌شوند.

## زیرگونه‌ها
| زیرگونه            | پراکندگی | توضیحات | نگاره |
| ------------------ | --- | --- | ----- |
| M. a. alba         | اروپا از شبه‌جزیره ایبری تا کوه‌های اورال، ترکیه، ایسلند، جزایر فارو و ساحل شرقی گرینلند. برخی نیز به جنوب اروپا و آفریقا تا کنیا و مالاوی مهاجرت می‌کنند. | |       |
| M. a. yarrellii    | بریتانیای کبیر و ایرلند، پرندگانِ نواحی شمالی‌تر این مناطق، زمستان را در اسپانیا و شمال آفریقا می‌گذرانند و پرندگان نواحی جنوبی در همان‌جا ساکن هستند.      | دم‌جنبانک ابلق. پشت سیاه‌تری نسبت به گونهٔ خود داشته و سیاهی گلوی آن تا دو طرف گردن امتداد دارد.                                                                   |       |
| M. a. dukhunensis  | غرب جلگه سیبری - شرق دریای مازندران (بخش‌هایی از روسیه، قزاقستان، ازبکستان و ترکمنستان)، زمستان را در خاورمیانه و هندوستان می‌گذراند.                     | دم‌جنبانک ابلق هندی. ناحیهٔ فوقانی بدن این زیرگونه کم‌رنگ‌تر بوده و بیشتر خاکستری متمایل به آبی است.                                                                |       |
| M. a. persica      | غرب و شمال نواحی مرکزی ایران | دم‌جنبانک ایرانی. حد واسط بین M. a. dukhunensis و M. a. personata. به‌نظر می‌رسد زیرگونه‌ای ترکیبی باشد.                                                            |       |
| M. a. subpersonata | زیرگونهٔ غیرمهاجر مراکش | دم‌جنبانک مراکشی. بخش بیشتری از سر این پرنده نسبت به گونهٔ اصلی سیاه بوده و به دم‌جنبانک ابلق آفریقایی پشت‌خاکستری سفیدگلو شبیه است.                                |       |
| M. a. personata    | افغانستان، شمال ایران، تاجیکستان، قرقیزستان، قزاقستان، شینجیانگ، هندوکش و تیان شان                                                                      | دم‌جنبانک نقاب‌دار. سر تماماً سیاه‌رنگ بوده و نقاب سفیدرنگی در صورت دارد.                                                                                           |       |
| M. a. alboides     | هیمالیا و مناطق اطراف آن | این زیرگونه دارای پشتی سیاه‌رنگ بوده و بیشتر سرش نیز به رنگ سیاه است و حاشیهٔ سفیدرنگی در پرهای پروازی دوم و سومش دارد.                                           |       |
| M. a. baicalensis  | روسیه در ناحیهٔ دریاچه بالکال، مغولستان و مغولستان داخلی                                                                                                 | به M. a. leucopsis شباهت دارد با این تفاوت که پشت آن خاکستری بوده و سفیدی کمتری در سر و بال‌ها دارد.                                                             |       |
| M. a. ocularis     | سیبری، منطقهٔ فدرال شرق دور (روسیه، به سمت شرق از فلات مرکزی سیبری تا غرب آلاسکا)                                                                        | |       |
| M. a. lugens       | خاور دور روسیه (سرزمین پریمورسکی، سرزمین خاباروفسک)، شبه‌جزیره کامچاتکا، جزایر کوریل، ساخالین، ژاپن (هوکایدو و هونشو)                                    | دم‌جنبانک پشت‌سیاه یا دم‌جنبانک ابلق کامچاتکا/ژاپنی. به M. a. yarrellii شباهت داشته با این تفاوت که نوارهای چشمی این پرنده سیاهرنگ بوده و پرهای remiges سفیدرنگند. |       |
| M. a. leucopsis    | چین، فلات کره، تایوان، ژاپن (جزایر ریوکو، کیوشو تا هونشو)، آسیای جنوب‌شرقی، هندوستان و اقیانوسیه                                                         | دم‌جنبانک آمور |       |

## نگارخانه

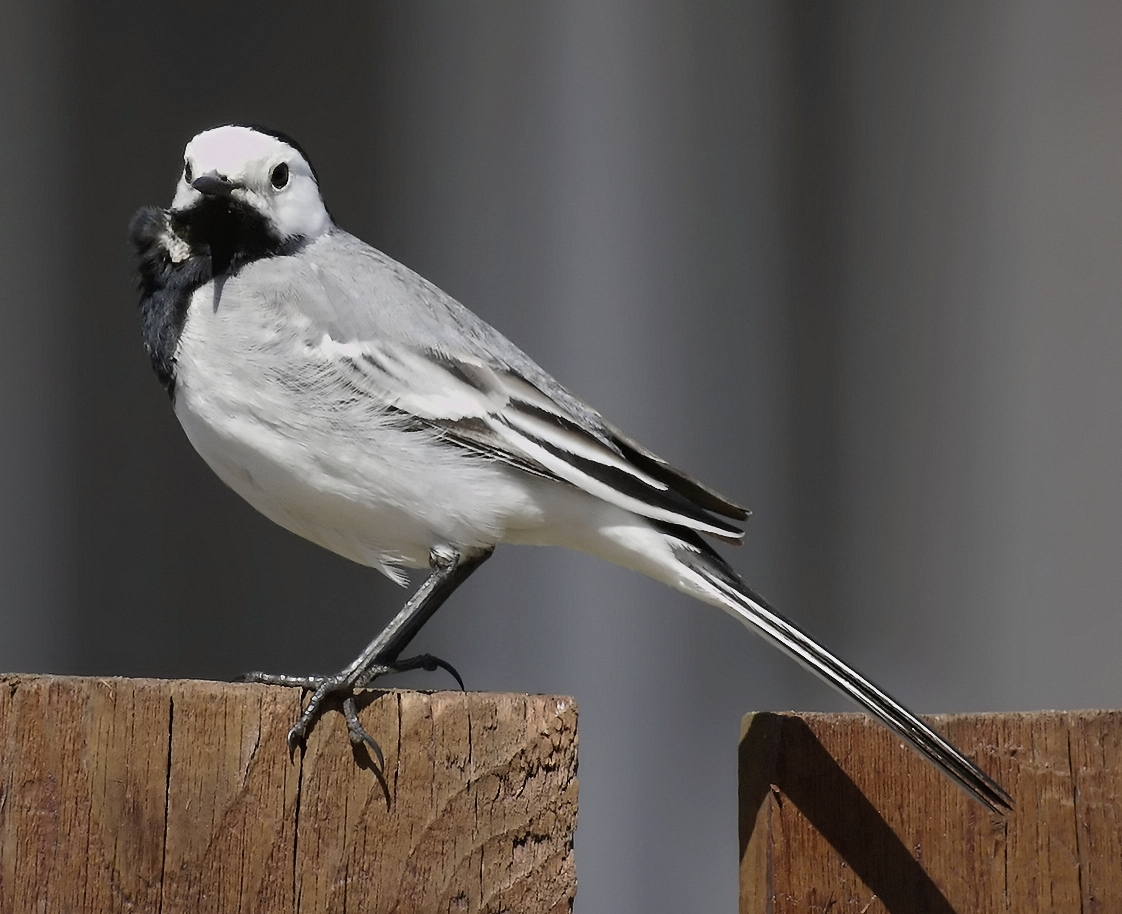
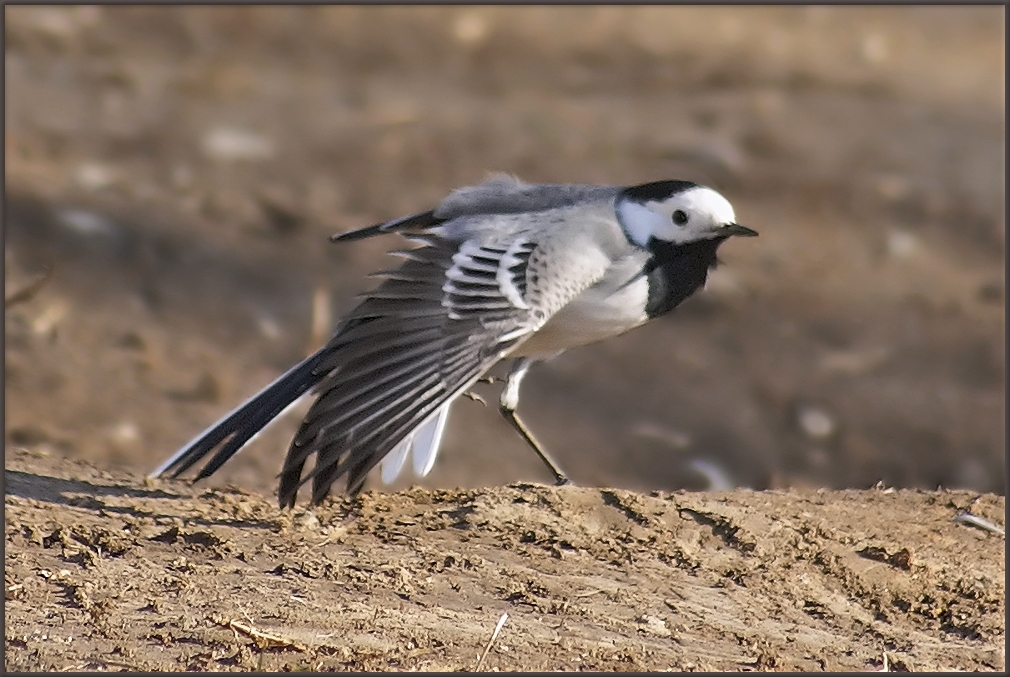
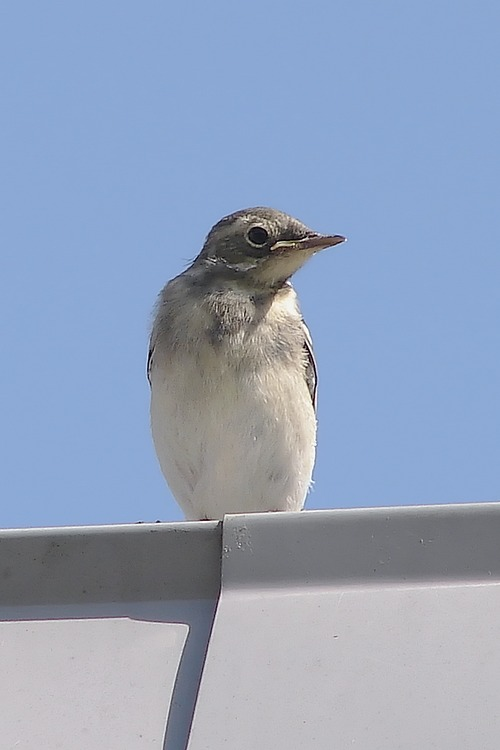
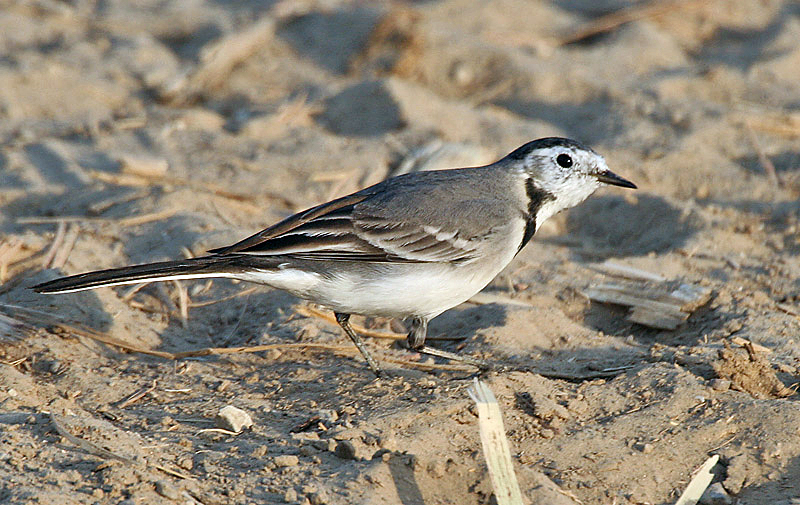
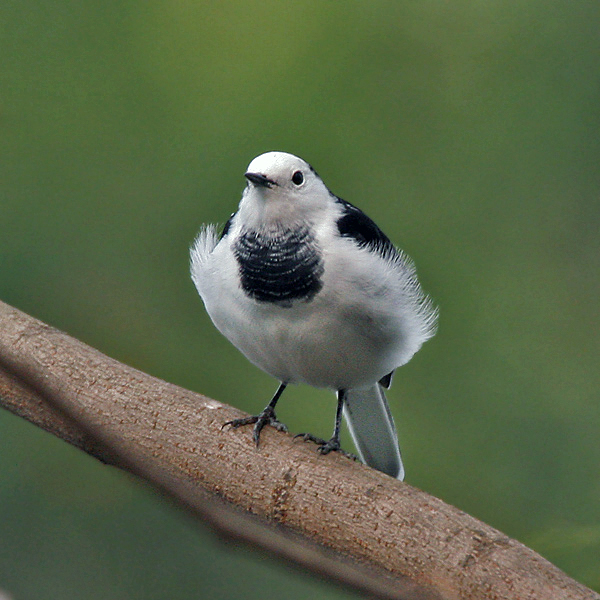
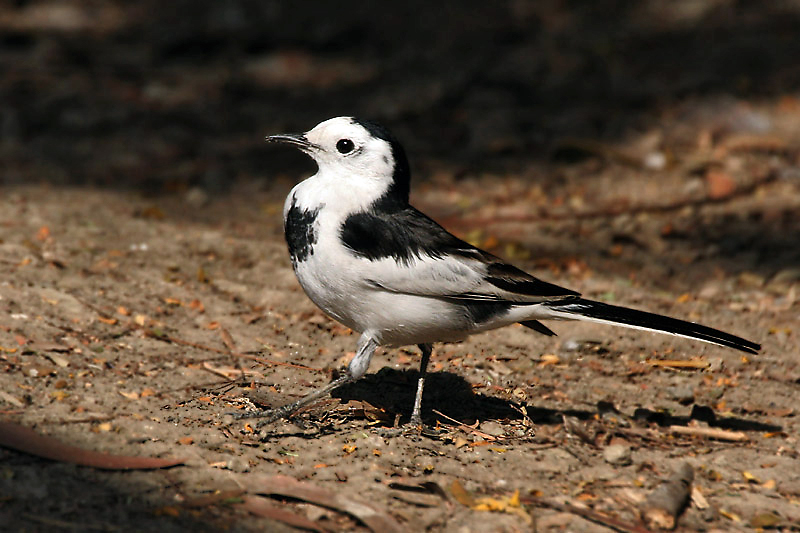
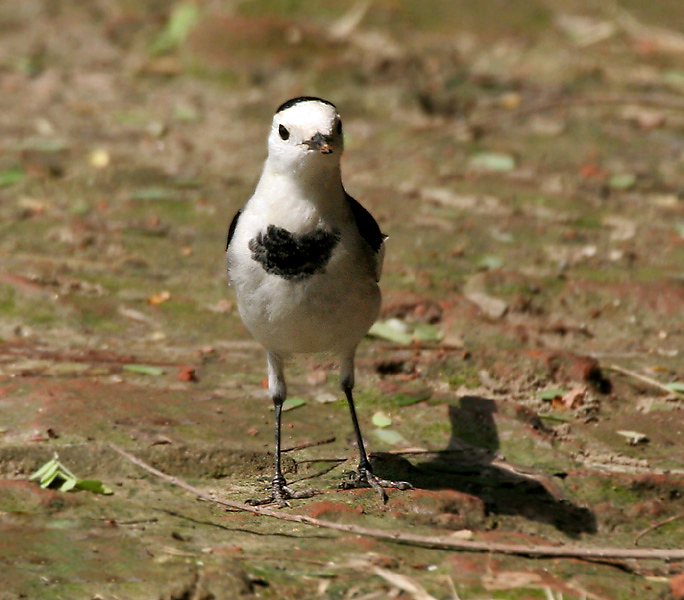
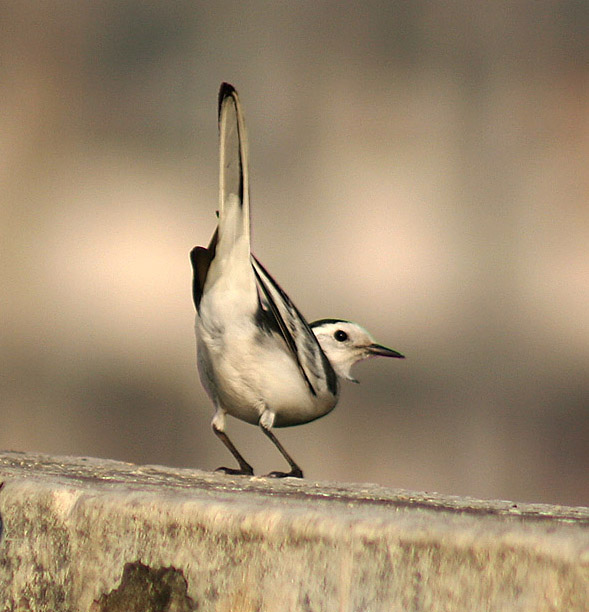
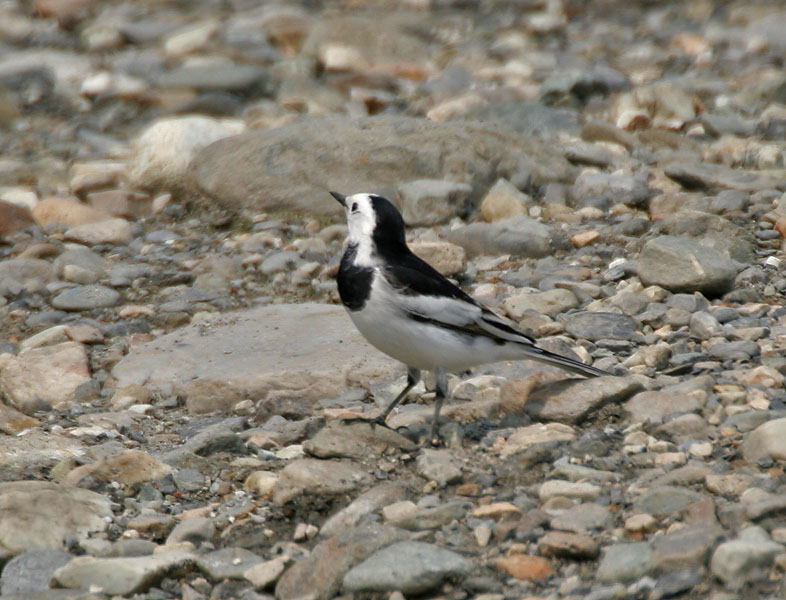
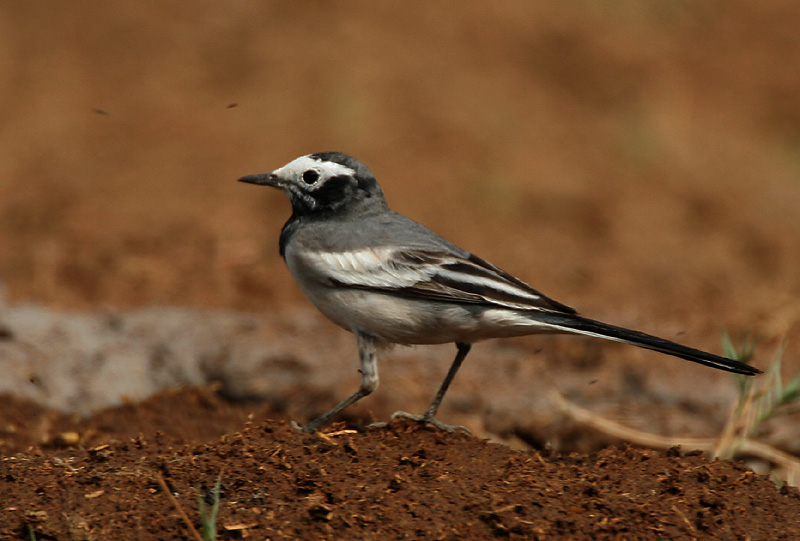
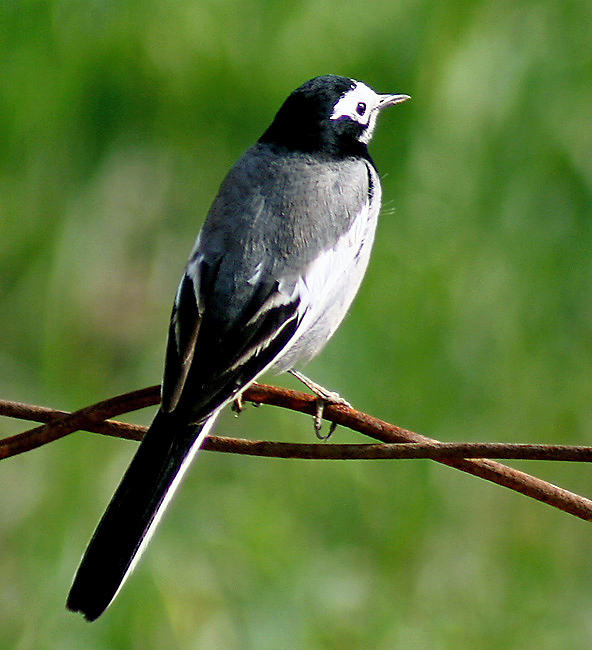
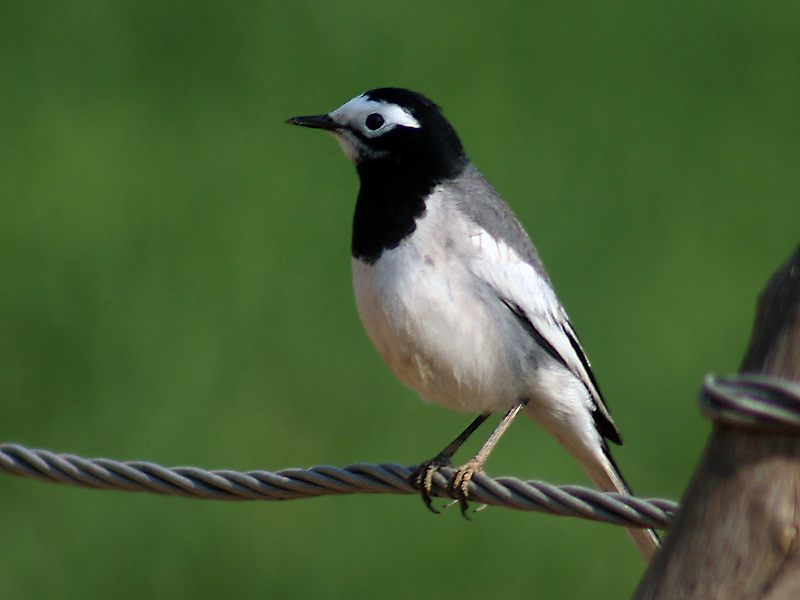
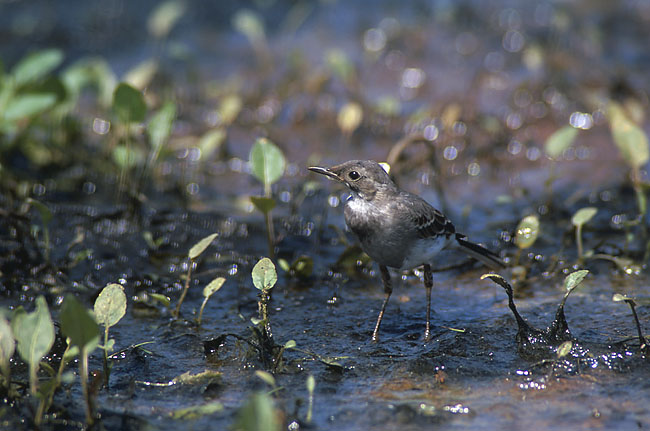
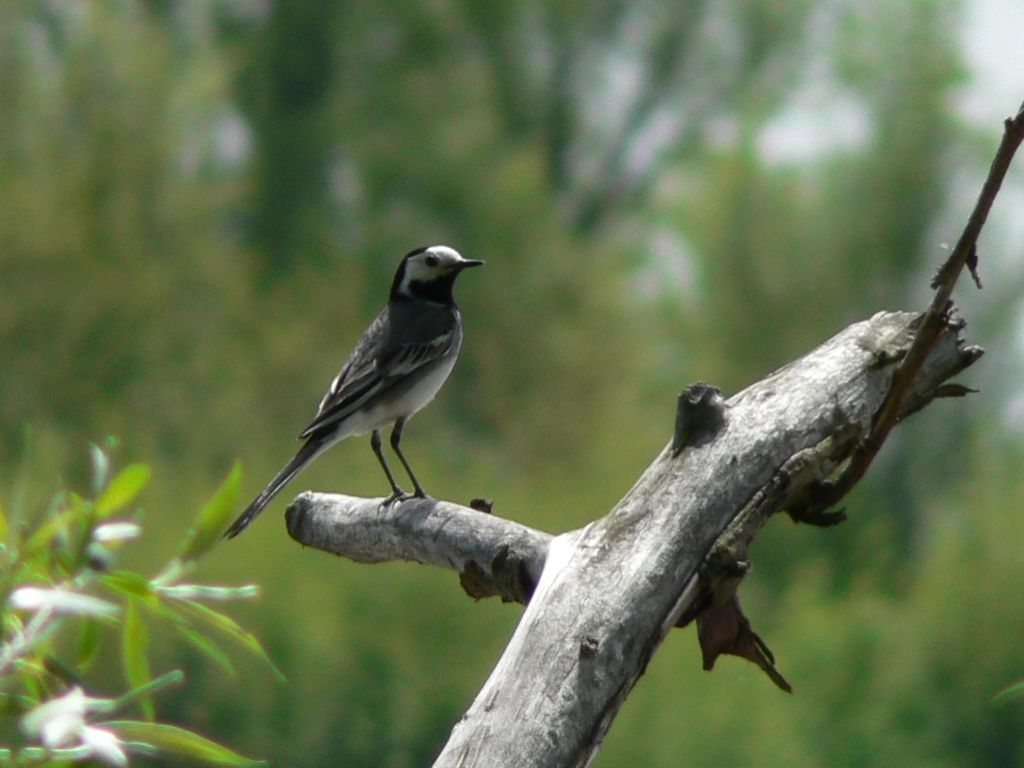
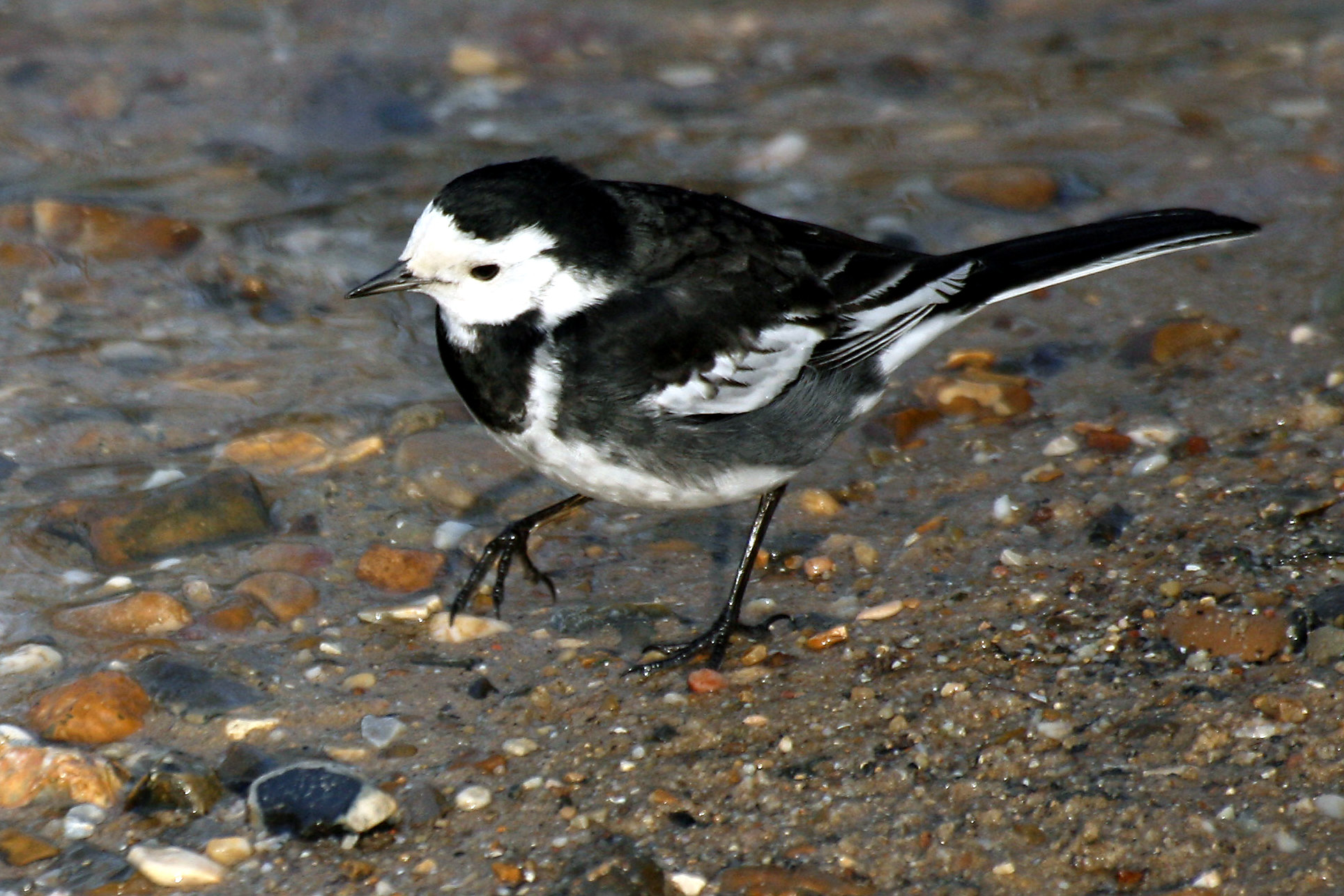
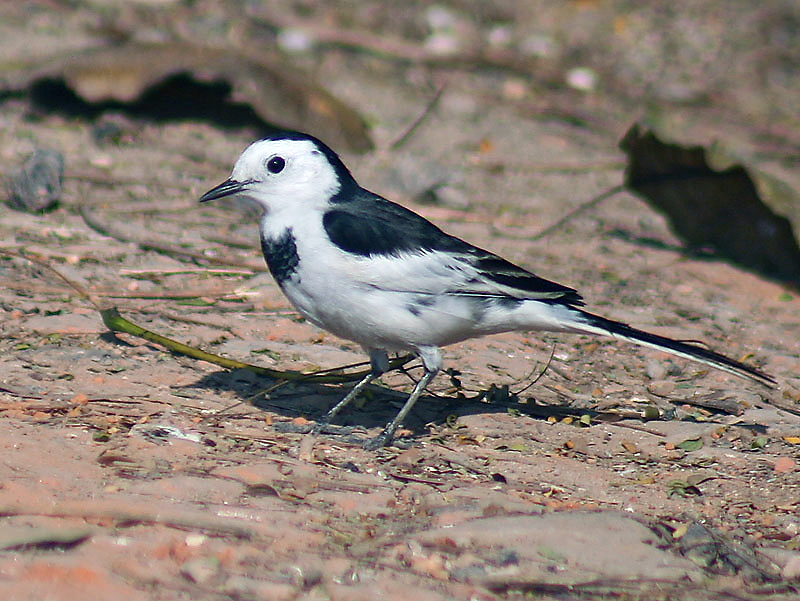
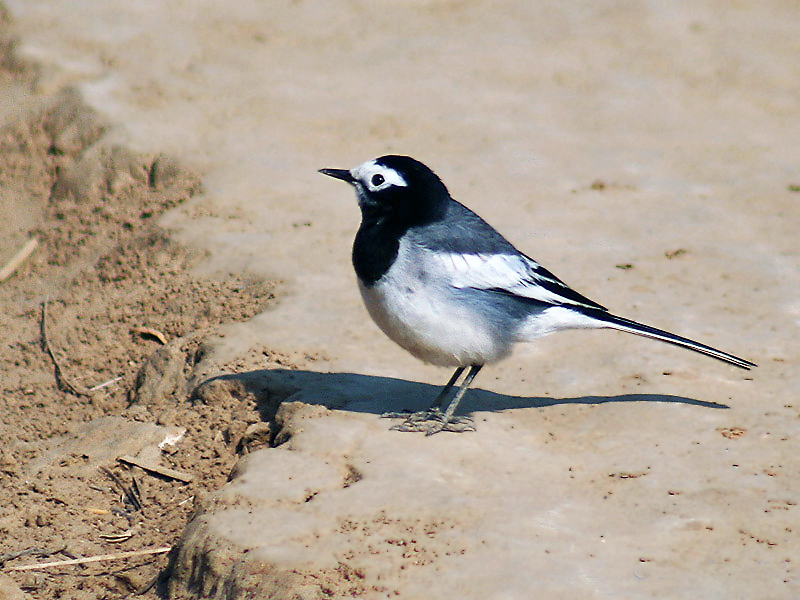
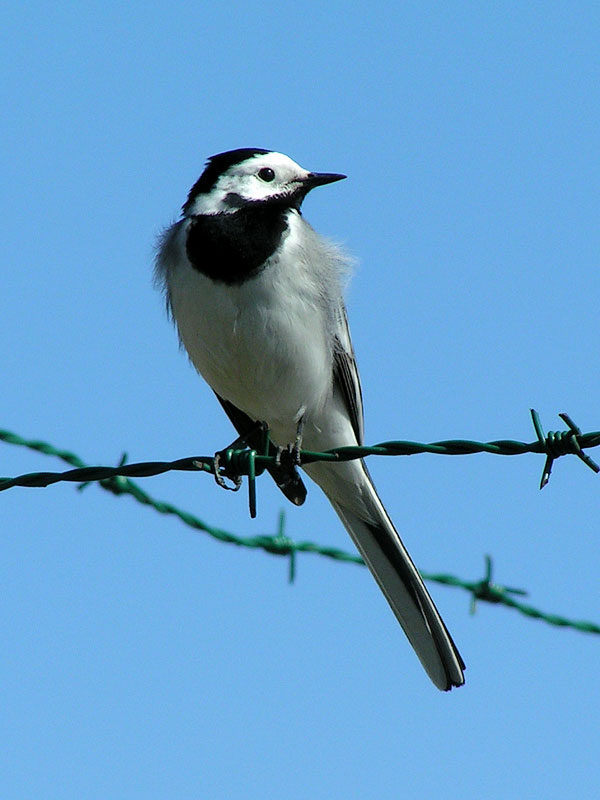
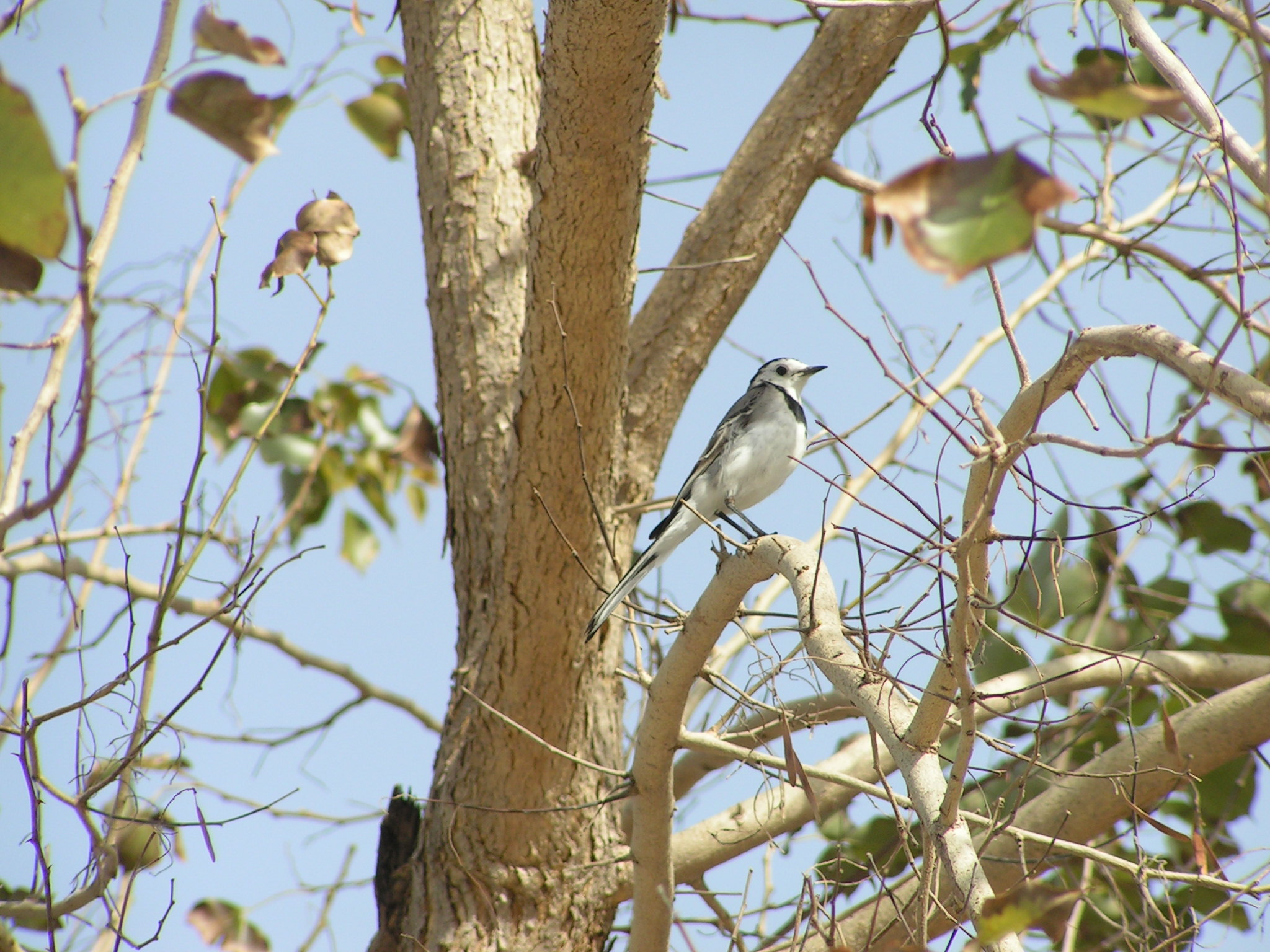
دم جنبانک (بوکان)
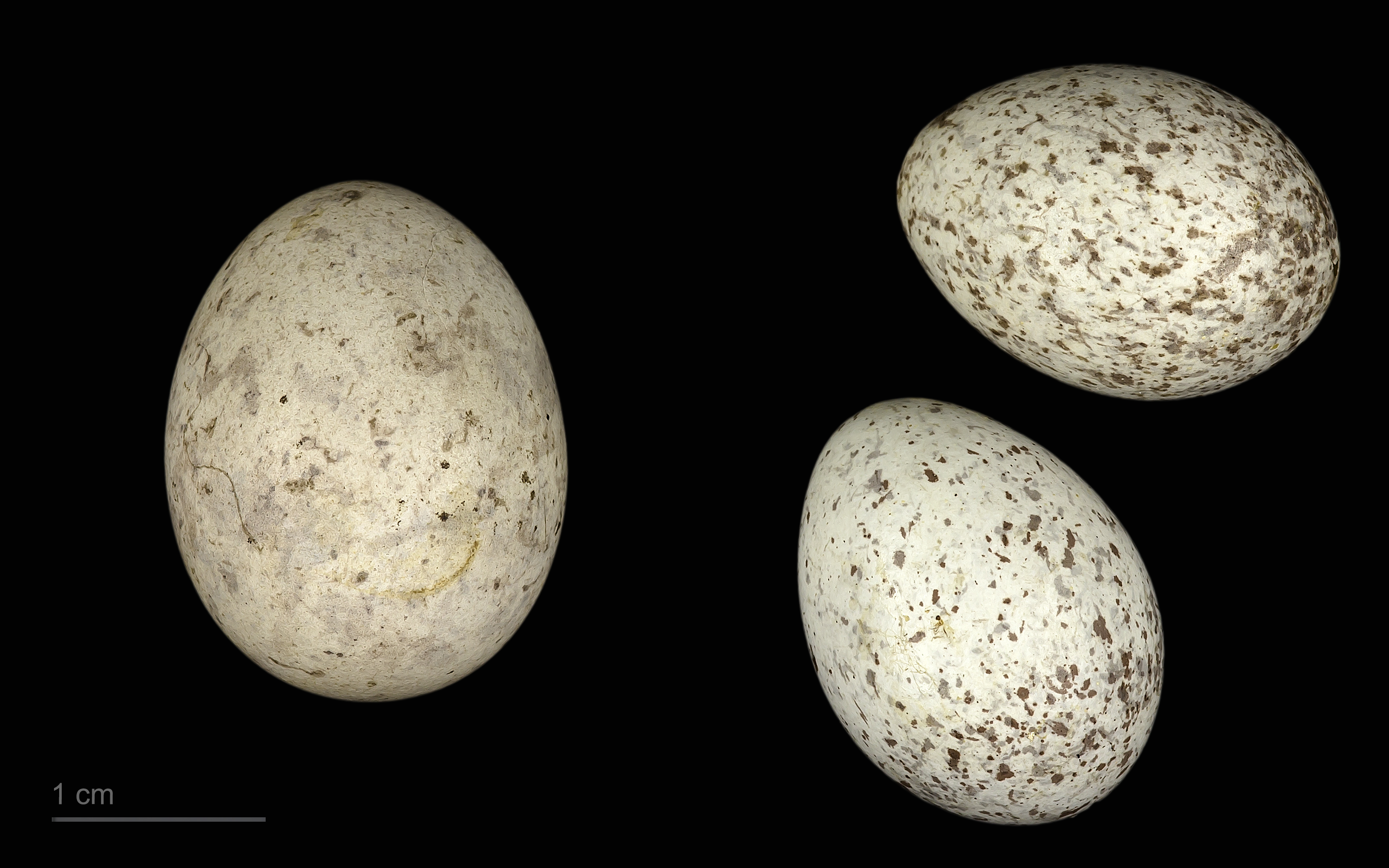
Cuculus canorus canorus + Motacilla alba